# جاك بريتون
جاك بريتون (بالإنجليزية: Jack Britton)‏ مواليد 14 أكتوبر 1885 في نيويورك - الوفاة 27 مارس 1962، كان ملاكمًا أمريكيًا ضمن فئة وزن الوسط.

## إحصائيات
خاض جاك بريتون خلال مسيرته 344 مباراة، فاز في 239 وتعادل في 43، وخسر 57 مباراة. كما فاز بالضربة القاضية في 30 مباراة.

## روابط خارجية
- جاك بريتون على موقع بوكس ريك (الإنجليزية) (registration required)